# Belo Polje (Kuršumlija)
Belo Polje (em cirílico: Бело Поље) é uma vila da Sérvia localizada no município de Kuršumlija, pertencente ao distrito de Toplica, na região de Toplica. A sua população era de 90 habitantes segundo o censo de 2011.

## Demografia
| 1948 | 1953 | 1961 | 1971 | 1981 | 1991 | 2002 | 2011 |
| ---- | ---- | ---- | ---- | ---- | ---- | ---- | ---- |
| 464  | 448  | 393  | 289  | 225  | 150  | 151  | 90   |